# Francisco de Segura
Juan Francisco de Segura (Atienza, 1569 — Zaragoza, c. 1620), conhecido por Francisco de Segura ou El Alférez de Atienza, foi um poeta e escritor do siglo de oro espanhol que viveu boa parte da sua vida em Portugal, com destaque por uma longa passagem pela ilha de São Miguel, nos Açores.

## Biografia
Natural de Atienza (Guadalajara), mas de família toledana. Desde muito jovem, na companhia de seu pai, se participou nas campanhas dos exércitos espanhóis em Portugal durante a União Ibérica. Chegou a Ponta Delgada em 1582, com apenas 13 anos de idade, ficando ferido na Batalha Naval de Vila Franca do Campo. Permaneceu na ilha de São Miguel até 1594.
Dedicou toda a sua vida à actividade militar, dividindo a sua acção entre Lisboa e Zaragoza, onde viria a falecer. 
Escreveu numerosas obras poéticas, entre as quais merece destaque a obra intitulada Los Sagrados Misterios del Rosario de Nuestra Señora, editada pela primeira vez em 1602, e o Romancero historiado tratado de los hazañosos Hechos de los Christianíssimos Reyes de Portugal, editado em Lisboa no ano de 1610.
Outra obra curiosa, e muito citada, é a Verísima Relación de la milagrosa campana de Velilla, em verso de romance octossílabo editada em Granada por Sebastián de Mena em 1601.

## Obra publicada
- Los Sagrados Mysterios del Rosario de Nuestra Señora / compuestos por el alferez Francisco de Segura.., En Caragoça [sic] : por Angelo Tauanno , 1602.
- Rosario sacratissimo de la serenissima reyna de los angeles nuestra señora la Virgen Maria. Dirigido a la excelentissima señora doña Luysa de Padilla Mantique, ... Compuesto por el alferez Francisco de Segura, .., Zaragoza, 1613.
- Primavera y flor de romances
- Relacion del lastimoso sucesso que nuestro Señor fue servido sucediesse en la Isla de la Tercera, cabeça de las siete Islas de los Azores, de la corona del reyno de Portugal, en veynte y quatro de Mayo sabado dia de Santa Iuliana deste año 1614 a las tres horas de la terde, con tres temblores que duraron, por espacio de dos Credos, Barcelona, Gabriel Graells, Estevan Liberos, 1614.[3]
- Romancero de Segura
- Verísima Relación de la milagrosa campana de Velilla, Granada, 1601.
- Romancero historiado tratado de los hazañosos Hechos de los Christianíssimos Reyes de Portugal, Lisboa, 1610.